# 스타디오 델레 알피
스타디오 델레 알피(이탈리아어: Stadio delle Alpi, 알프스의 경기장)는 1990년부터 2006년까지 이탈리아 피에몬테 주 토리노 외곽에 있었던 축구 겸 육상 경기장이다. 경기장의 명칭은 말 그대로 인근 알프스 산맥을 따서 명명되었다. 경기장은 2009년에 두 연고 구단이 토리노 올림픽 경기장으로 둥지를 옮겼던 시절에 철거되었다. 유벤투스는 구 델레 알피의 부지에 유벤투스 경기장을 신축해 2011년에 개장했다.
스튜디오 후터가 건축가로 1990년 델레 알피 경기장 건설에 참가해, 1990년 월드컵을 개최하고 노후화된 올림픽 경기장[당시 명칭은 시립 경기장(Stadio Comunale)]을 대체하기 위해 신축했다. 경기장은 본래 69,041명을 수용할 수 있도록 설계되었다. 그러나, 국제 축구 연맹이 안방과 원정 지지자들을 완전히 분리할 수 있도록 경기장을 설계하는 규정을 내세웠기에 실제 수용 인원은 67,229명이었다.

## 역사
경기장은 기성 콘크리트를 사용함에 따라 1988년 6월에 착공되었고, 2년 만에 완공되었다. 델레 알피 신축에 예산을 들인 토리노 시의회와 토리노의 양 구단은 올림픽 경기장이 폐장하면서 이 경기장을 안방으로 썼다. 이 경기장은 본래 축구만이 아닌 육상 경기를 진행할 수 있도록 설계되었다. 그에 따라, 육상 주로가 축구장을 에워싸고 있었다. 그러나, 연습 주로가 부족했기에, 경기장은 주요 육상 대회를 개최한 적이 없다.
경기장은 1990년 5월 31일, 개장했는데, 같은 날 유벤투스-토리노 연합 선수단이 포르투를 4-3으로 이겼다. 임차료가 오르면서, 두 구단과 시의회가 마찰을 빚었다. 1994년, 유벤투스 이사진은 구단이 전용으로 쓸 구장을 세울 터를 물색했다. 1994-95 시즌 UEFA컵 준결승전과 결승전 경기를 주최할 유벤투스는 85,000명을 수용할 수 있는 밀라노의 산 시로에서 대신 안방 경기를 치렀다. 델레 알피 구장은 매진이었던 적이 드물다. 결국, 유벤투스는 2002년 6월에 델레 알피를 토리노 시의회에 €25M의 가격으로 매입했다.
토리노는 2003년 3월 9일부터 2003년 6월 30일까지 세리에 A 안방 경기를 치를 수 없었는데, 이는 밀란과의 2003년 2월 22일에 경기장 내에서 난투극을 벌였기 때문이었다.

## 관중 수
경기장의 역대 최고 관중 기록은 2003년 5월 14일에 열린 레알 마드리드와 유벤투스 간 2002-03 시즌 챔피언스리그 준결승 2차전 경기였다. 1990년 월드컵 당시에 이 경기장은 브라질이 치른 조별 리그 3경기와 아르헨티나와 브라질 간 16강전, 그리고 서독과 잉글랜드 간 준결승전 경기를 주최했다. 토너먼트전 두 경기는 모두 60,000명 가량의 관중을 끌어모았다.
델레 알피의 구조는 열악한 시야 문제로 비판의 대상이 되었다. 이는 관중석에서 잔디 구장 사이의 거리가 매우 멀기 때문이었다. 아래층의 경우에도 광고판의 위치 때문에 경기를 보는데 방해가 되었다. 또한 경기장은 시 외곽에 세워져 관중들이 찾아오기에 애로가 많았으며, 경기장의 결함 많은 구조는 여러 문제를 야기했다. 그로 인해 관중수는 수용 인원에 비해 현저히 낮았다. 2005-06 시즌을 예로 들면 유벤투스의 평균 관중수는 35,880명이었다. 더 극단적으로 삼프도리아와의 2001-02 시즌 코파 이탈리아 안방 경기에 경기장을 찾은 관중은 불과 237명이었다.
| 시즌      | 유벤투스 평균 관중 | 토리노 평균 관중 |
| --------- | ------------------ | ---------------- |
| 1990–91   | 43,114             | 33,990           |
| 1991–92   | 51,832             | 35,364           |
| 1992–93   | 45,868             | 26,814           |
| 1993–94   | 44,520             | 26,130           |
| 1994–95   | 47,866             | 22,205           |
| 1995–96   | 41,946             | 20,284           |
| 1996–97   | 39,271             | 13,451           |
| 1997–98   | 47,347             | 19,505           |
| 1998–99   | 47,164             | 19,627           |
| 1999–2000 | 42,229             | 21,857           |
| 2000–01   | 41,273             | 17,077           |
| 2001–02   | 40,687             | 19,002           |
| 2002–03   | 39,771             | 14,870           |
| 2003–04   | 34,365             | 9,831            |
| 2004–05   | 26,429             | 10,003           |
| 2005–06   | 25,987             | 24,995           |

## 1990년 월드컵
1990년 월드컵이 이탈리아에서 열렸을 때 이 경기장에서 토리노가 주최한 5경기를 진행했다. 처음 4경기는 브라질이 연루된 경기였다. 브라질의 C조 3경기[6월 10일의 스웨덴전(2-1 승), 6월 16일의 코스타리카전(1-0 승), 그리고 6월 20일의 스코틀랜드전(1-0 승)]와 6월 24일의 아르헨티나와의 16강전(0-1 패)이 진행되었다. 나머지 한 경기는 7월 4일에 진행된 서독과 잉글랜드와의 경기로, 서독은 연장전 끝에 1-1로 비긴 후 승부차기에서 4-3으로 이겼다.

## 기타 주요 경기
| 경기장 고별전 세리에 B 2005-06 2006년 6월 11일 | 토리노                                      | 3–1 | 만토바             | 토리노 델레 알피                      |  |  |
| 20:45 CEST                                     | 로시나 36′ (페널티) · 무치 63′ · 니콜라 95′ |     | 포지 101′ (페널티) | 관중 수: 58,560 심판: 스테파노 파리나 |  |  |
|                                                |                                             |     |                    |                                       |  |  |

## 재개발
델레 알피 구장이 철거된 후 41,475석의 경기장이 여러 식당과 경기장 외 부대 시설로 탈바꿈했다. 신 구장은 50,000 평방 미터의 규모이다. 철거 작업은 2009년 2월에 완료되었다. 경기장 신축은 2009년 봄에 착수하여 2011-12 시즌 초인 2011년 9월 8일에 공식으로 개장했다. 경기장의 시야를 방해하던 육상 주행로가 없어졌고, 관중은 더 가까운 곳에서 경기를 관전할 수 있게 되었다. 개폐식 지붕은 신축 구장의 관중석을 덮는다. 유벤투스 신 훈련 구장도 경기장 옆에 세워져 체육관, 식당, 호텔 등의 부대 시설과 붙어 있게 되었다.